# Біб (плід)

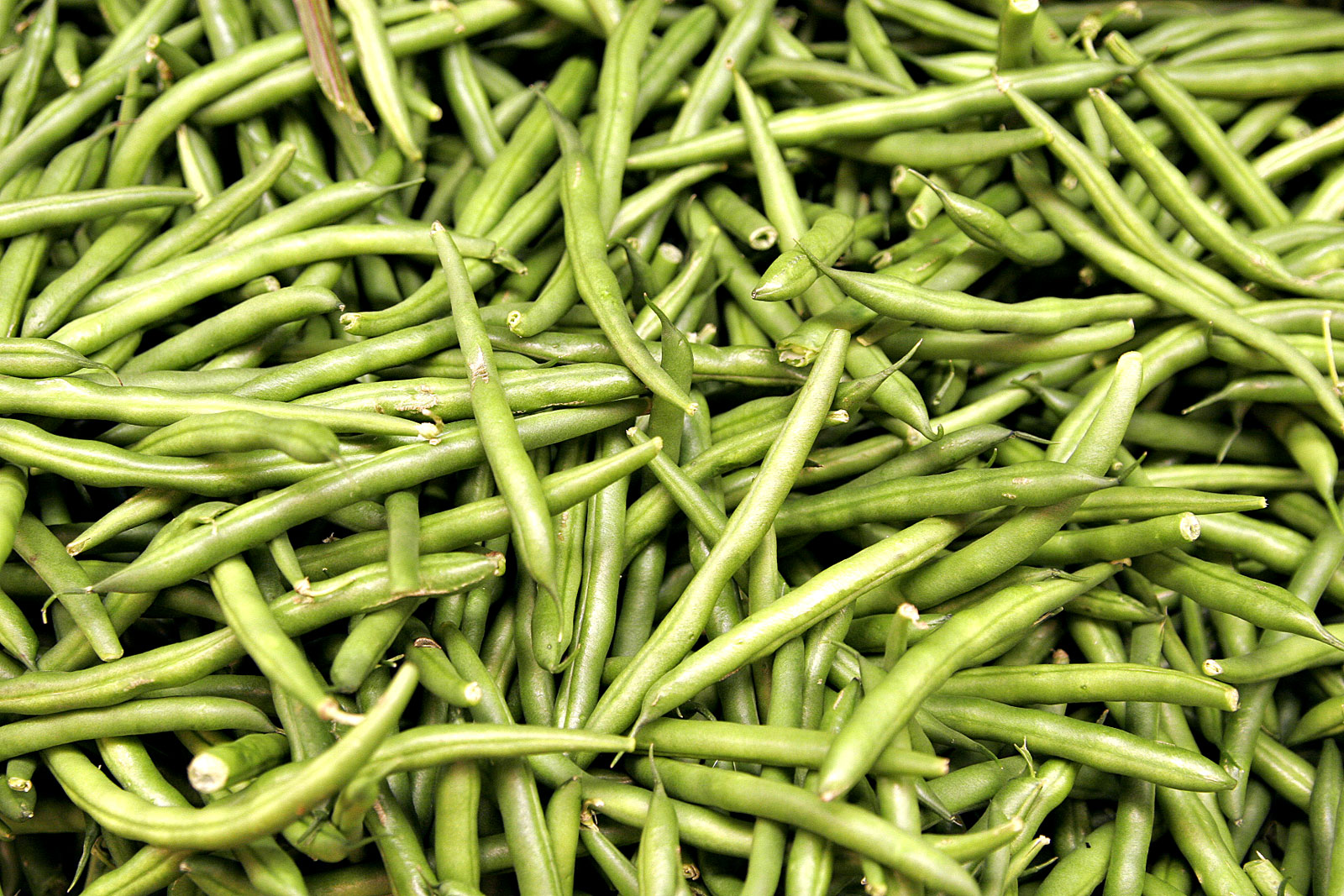
Зелені боби

Біб — тип плоду рослин, одногніздий, утворений одним плодолистком, розкривається від вершка до основи по черевному і спинному швах. Насінин кілька або багато, прикріплені вздовж черевного шва. Характерний для рослин роду бобових.
Часто боби неправильно називають стручками. Стручок — це сухий розкривний плід, утворений двома плодолистками, розкривається по двох стулках (наприклад у зубниці бульбистої).
Боби є геліотропними рослинами, їх листя вдень повертається за сонцем, а вночі скручується і «спить» у складеному стані.

## Історія
Боби є однією з найдавніших рослин, що культивуються людьми. Біб звичайний, що також називається кінським, в своєму дикому вигляді має розмір з малий ніготь, і збирався в Афганістані і передгір'ях Гімалаїв. В покращеному культивованому вигляді в порівнянні з природними різновидами, боби вирощувалися в Таїланді ще на початку сьомого тисячоліття до н. е., ще до появи кераміки. Також вони знайдені в місцях захоронення померлих в стародавньому Єгипті. Лише у другому тисячолітті до нашої ери культивовані великі зернові боби почали з'являтися у Егейській, Іберійській та трансальпійській Європі. У Іліаді (8 століття до н. е.) є згадка про боби і нут, що кидають на молотницю.